# Коли одного життя замало (фільм, 2007)
«Коли одного життя замало» (гінді ओं शान्ति ऒं, Om Shanti Om) — індійський фільм мовою гінді, знятий режисеркою Фарою Хан. Вийшов у прокат 9 листопада 2007 року. Головні ролі виконали популярний індійський актор Шахрух Хан і дебютантка Діпіка Падуконе, що стала однією з провідних акторок Боллівуду. Сюжет фільму заснований на ідеї про реінкарнацію.

## Сюжет
Сюжет, оригінальний для європейського кіно й водночас звичний для індійського, розділений на дві частини: Бомбей 70-х років. Ом Пракаш Мохіджа (Шахрух Хан) і його друг Папп — актори-початківці, в основному статисти в масовках і виконавці невеликих ролей без слів. Головний герой вважає, що для слави йому не вистачає тільки гучного імені, наприклад Ом Капур. Мати Ома (Кіррон Кхер), колишня виконавиця другорядних ролей, переконує сина, що колись він стане героєм великого проєкту. Ом Пракаш закоханий в молоду зірку екрану Шанті Прію (Діпіка Падуконе). Коли під час зйомок трапляється пожежа, Ом рятує Шанті життя і стає її другом, Шанті ж, в знак подяки, погоджується на невинне побачення, де Ом практично зізнається їй у коханні. Він розуміє, що не має шансів на більш серйозні стосунки, оскільки Шанті вже одружена з аморальним продюсером Мукешем Мехрою (Арджун Рампал), який приховує цей шлюб. Ом стає випадковим свідком розмови між Шанті і Мукешем, де вона визнає, що вагітна від нього. Мукеш каже, що зібрався знімати новий фільм, й вона обов'язково буде зніматися в головній ролі, і пропонує ввечері показати їй нові декорації. Зустріч у павільйоні закінчується трагічно: Мукеш підпалює декорації і закриває в палаючому павільйоні Шанті, де вона гине разом з Омом Пракашем, який намагався її врятувати. Внаслідок вибуху дивом вціліле тіло героя фільму викидає на дорогу, по якій Раджеш Капур, великий індійський актор, везе на пологи свою вагітну дружину. У лікарні в один і той же час народжується хлопчик і вмирає Ом Пракаш.
Друга частина, наш час. У родині Раджеша Капура широко святкують 30-річчя його сина Ома Капура. Успішний, талановитий і дуже популярний актор Ом Капур має все, про що раніше міг тільки мріяти, разом зі своїм другом Паппом. Єдина фобія: він боїться відкритого вогню. Потроху в ньому починають прокидатися чужі спогади, і він починає відчувати в собі Ома Пракаша Мохіджу. Тут же в його житті з'являється постарілий Мукеш Мехра. І Ом вирішує помститися за свою любов, вмовляючи Мукеша зняти фільм про Шанті Прію — велику акторку. Оголошується кастинг на роль Шанті. До цього часу Ом вже знаходить і свого старого друга, і матір, які приймають його за того самого Ома. Всі разом вони знаходять реінкарнацію Шанті — красиву, але абсолютно безталанну дівчину Сенді, яка прибула з Бангалора. Їхній план практично вдається, але доведений до жаху Мукеш все-таки викриває їх задуми. Однак в уособленні духу справжньої Шанті втручається сама доля, і Мукеш гине.

## У ролях
- Шахрукх Хан — Ом Пракаш Мохіджа / Ом Капур
- Діпіка Падуконе — Шанті Прія / Сенді
- Арджун Рампал — Мукеш «Майк» Мехра
- Шреяс Талпаде — Папп, приятель Ома
- Кіррон Кхер — Белла Мохіджа, мати Ома
- Джавед Шейх — Раджеш Капур
- Шахвар Алі — Шавар
- Увіка Чаудхарі — Доллі, героїня
- Бінду — Каміні, мати Доллі
- Сатиш Шах — Парто Рой
- Санджив Чавла — продюсер фільму

Камео (переважно у ролі самих себе):
«Deewangi Deewangi»
- Рані Мукерджи
- Відья Балан
- Пріянка Чопра
- Шилпа Шетті
- Малаіка Арора
- Джухі Чавла
- Табу
- Мітхун Чакраборті
- Каджол
- Приті Зінта
- Салман Кхан
- Саїф Алі Хан
- Лара Датта
- Абхішек Баччан
- Рітік Рошан
- Біпаша Басу
- Амітаб Баччан
- Аміша Патель
- Дія Мірза
- Акшай Кумар
- Діно Мореа

## Виробництво
Ідея фільму належить Фарі Хан й виникла, коли вона ставила музичну постановку «Bombay Dreams» в Лондоні, і спочатку Хан стверджувала, що фільм не зніматимуть в Індії. Над першим варіантом сценарію Хан працювала два тижні. А назву фільму було дано за назвою пісні «Om Shanti Om» з кінострічки «Борг честі» 1980 року, яка також має в основі ідею про реінкарнацію. На головну чоловічу роль режисерка вибрала Шахрух Хана, з яким працювала в попередньому проєкті «Я поруч з тобою!». На головну жіночу роль за порадою Малаіки Арори запросили Діпіку Падуконе, яку Фара Хан помітила під час перегляду відеокліпу «Naam Hai Tera» співака Хімеша Решамміі. Щоб вжитися в образ і зрозуміти мову тіла, Падуконе переглянула кілька фільмів з участю Хеми Маліні і Хелен.
Перша частина фільму була заснована на сюжеті «Боргу честі», звідки були зарозичені деякі елементи, а друга знята за мотивами «Мадхуматі», першого фільму про реінкарнацію. Зйомки почалися в січні 2007 року. Дизайн костюмів для Шахруха створив Каран Джохар, а для Діпіки — Маніш Малхотра. У перший день зйомок Шахрух запізнився на годину.
Як камео у фільмі з'являються 31 відомий актор та акторка. Крім тих, які знялися, для участі у відео на пісню «Deewangi Deewangi» були також запрошені: Фардін Хан, заарештований напередодні зйомок в аеропорту Дубаї за зберігання наркотиків, Дев Ананд, який відмовився грати епізодичну роль, оскільки завжди виконував тільки головні, Аамір Хан, зайнятий монтажем свого фільму «Зірочки на землі», Амітаб Баччан, Джекі Шрофф, Діліп Кумар з дружиною Сайрою Бану. Пісню знімали шість днів. Всі, хто з'являлися в кліпі, отримали подарунки у вигляді телефону BlackBerry і годинника Tag Heuer.
Режисерка спростувала чутки про те, що героїню Падуконе озвучила інша акторка, хоча насправді вона говорить голосом Мони Гош Шетті.
У пісні «Dhoom Tana» були показані фрагменти фільмів «Амрапалі», «Небезпечна подібність» і Jay Vejay. Також режисерка хотіла зняти у фільмі співачку Шакіру, але через розбіжність графіків від цієї ідеї відмовилися.

## Саундтрек
Спочатку написати музику до фільму погодився А. Р. Рахман, але потім відмовився. Всі тексти написав Джавед Ахтар, вся музика створена дуетом Вішал-Шекхар.
Закадрові пісні виконували Шрея Гхошал та Крішнакумар Куннатх.